# マリオストライカーズ バトルリーグ
『マリオストライカーズ バトルリーグ』（Mario Strikers: Battle League）は、Next Level Games開発、任天堂発売のNintendo Switch専用スポーツゲーム。

## 概要
2022年2月10日に配信の「Nintendo Direct 2022.2.10」にて発表された、マリオストライカーズシリーズ第3作目。Wiiで発売された前作『マリオストライカーズ チャージド』（以下、前作）から実に約15年ぶりとなる新作である。また、2021年に開発元のNext Level Gamesが任天堂の傘下に入ってから最初の作品となる。
競技名について、シリーズ1作目と2作目では「ファイティングサッカー」としていたが、本作では格闘技とサッカーを合わせた新スポーツ「ストライク」と称している。
前作から引き続きキャラクターごとに異なる能力（タイプ）が元から付与されているが、さらに今作から新システム「ギア」により、キャラクターの見た目を変化させたり能力を強化させたりすることができるカスタマイズ機能が追加された。また、前作におけるキャラクターが個別に持つ必殺シュート『メガストライク』は今作では『ハイパーストライク』となった。試合中に出現する「Sオーブ」を取得することで発動できる。
NINTENDO 64のマリオゲーム作品から長い間マリオ、ルイージ、ワリオ、ワルイージの声を担当してきたチャールズ・マーティネーがワリオとワルイージの声を担当した最後の新作ゲーム作品となった。
また、デイジーの声を長年担当したディアナ・マスタードも本作が最後の出演となった。

## キャラクター

### プレイヤーキャラクター
今作でも1チーム5人編成でプレイヤーキャラクターから4人・ゴールキーパー1人を選出するが、前作までのキャプテンとサイドキッカーの制限が無くなった。但し、同一チーム上に同じキャラクターを2人以上選出することはできない（キノピオとヨッシーとヘイホーは例外で、2人以上選出することもできる）。本作からキノピオとヘイホーとキャサリンがサイドキッカーから格上げとなっており、レギュラーに定着していたロゼッタとポリーンが初参戦となった。なお、発売後複数回実施される無料アップデートでキャラクターの追加が予定されている。
- マリオ - No.1 テクニック
  - ハイパーストライク：ファイアサイクロン
- ルイージ - No.2 テクニック
  - ハイパーストライク：スピントルネード
- クッパ - No.66 フィジカル
  - ハイパーストライク：フレイムキャノン
- ピーチ - No.10 スピード
  - ハイパーストライク：ハートフルダンス
- ロゼッタ - No.11 オフェンス
  - ハイパーストライク：オービットバースト
- キノピオ - No.12 スピード
  - ハイパーストライク：ドリルスマッシュ
- ヨッシー - No.8 オフェンス
  - ハイパーストライク：エッグストンプ
- ドンキーコング - No.55 ディフェンス
  - ハイパーストライク：バナナインパクト
- ワリオ - No.00 フィジカル
  - ハイパーストライク：エレキピンボール
- ワルイージ - No.0 ディフェンス
  - ハイパーストライク：スパイキーバリア
- ヘイホー[注 1] - No.3 バランス
  - ハイパーストライク：スクリューダイブ
- デイジー[注 1] - No.9 テクニック
  - ハイパーストライク：フラワースパイラル
- ポリーン[注 2] - No.7 フィジカル
  - ハイパーストライク：スイングノート
- ディディーコング[注 2] - No.5 スピード
  - ハイパーストライク：バレルブラスト
- クッパJr.[注 3] - No.6 バランス
  - ハイパーストライク：ツイストナックル
- キャサリン[注 3] - No.4 オフェンス
  - ハイパーストライク：ジュエリーステップ

### ゴールキーパー
前作までつとめたクリッターから交代となった。
- ブンブン

## ゲームモード
フリーバトル

カップバトル
CPUのチームを相手に、トーナメント勝ち抜き優勝を目指すモード。1〜4人で遊べる。
ストライカーズクラブ

ギアセッティング
キャラクターにセットするギアを設定できる。
トレーニング
操作方法を項目毎に練習できる。
ストライカーランキング
フレンドマッチ以外のオンライン対戦を行うと変動する「スキルポイント」で、一定期間ごとに個人の実力を競い合うことができる。
オプション
操作方法の確認や、音のボリュームを変更したりできる。